# Anomala inconstans
Anomala inconstans är en skalbaggsart som beskrevs av Hermann Burmeister 1844. Anomala inconstans ingår i släktet Anomala och familjen Rutelidae. Inga underarter finns listade i Catalogue of Life.